# Sukaraja (Siantar Marihat)
Sukaraja is een bestuurslaag in het regentschap Pematang Siantar van de provincie Noord-Sumatra, Indonesië. Sukaraja telt 2534 inwoners (volkstelling 2010).